# Ле-Сур (Міннесота)
Ле-Сур (англ. Le Sueur) — місто (англ. city) в США, в окрузі Ле-Сюер штату Міннесота. Населення — 4213 особи (2020).

## Географія
Ле-Сур розташований за координатами 44°28′6″ пн. ш. 93°54′9″ зх. д. / 44.46833° пн. ш. 93.90250° зх. д. (44.468376, -93.902549).  За даними Бюро перепису населення США в 2010 році місто мало площу 14,57 км², з яких 13,92 км² — суходіл та 0,65 км² — водойми.

## Демографія
Згідно з переписом 2010 року, у місті мешкало 4058 осіб у 1640 домогосподарствах у складі 1058 родин. Густота населення становила 279 осіб/км².  Було 1782 помешкання (122/км²).
Расовий склад населення:
| - 90,6 % — білих - 0,8 % — чорних або афроамериканців - 0,8 % — азіатів - 0,3 % — корінних американців - 5,9 % — осіб інших рас |

До двох чи більше рас належало 1,5 %. Частка іспаномовних становила 11,9 % від усіх жителів.
За віковим діапазоном населення розподілялося таким чином: 25,0 % — особи молодші 18 років, 58,4 % — особи у віці 18—64 років, 16,6 % — особи у віці 65 років та старші. Медіана віку мешканця становила 37,9 року. На 100 осіб жіночої статі у місті припадало 93,7 чоловіків;  на 100 жінок у віці від 18 років та старших — 91,4 чоловіків також старших 18 років.
Середній дохід на одне домашнє господарство  становив 59 474 долари США (медіана — 50 833), а середній дохід на одну сім'ю — 74 670 доларів (медіана — 62 424). Медіана доходів становила 42 143 долари для чоловіків та 32 237 доларів для жінок. За межею бідності перебувало 10,9 % осіб, у тому числі 14,8 % дітей у віці до 18 років та 4,7 % осіб у віці 65 років та старших.
Цивільне працевлаштоване населення становило 1968 осіб. Основні галузі зайнятості: виробництво — 30,8 %, освіта, охорона здоров'я та соціальна допомога — 24,3 %, роздрібна торгівля — 12,4 %, будівництво — 7,0 %.